# Lulletje rozenwater
Lulletje rozenwater (soms ook gespeld als lulletje rozewater) is een bargoense uitdrukking voor een man met gebrek aan ruggengraat, of met een slap en enigszins onderdanig karakter. Een lulletje rozenwater is een doetje.
Vermoedelijk was de aanduiding aanvankelijk alleen rozenwater, dat op zichzelf niets anders betekent dan aftreksel van rozenblaadjes. In Het Vaderland van 9 april 1922 komt de uitdrukking voor in de zin: Hij was zoo'n echte slappewaschvent, meer 'n meisje dan 'n jongen. Het was zoo'n echt rozewatertje. In deel 2 van de serie Adriaan en Olivier van Leonhard Huizinga, getiteld Olivier en Adriaan (1940), komt een personage voor met de naam L. Rozenwater jr.: "De chauffeur behoeft geen nadere beschrijving. Ondanks zijn dolkmes had deze figuur een gezicht, alsof hij L. Rozenwater jr. heette." Piet Bakker hanteerde de uitdrukking in zijn boek Cis de Man uit 1947: "Eerst lulletje-rozewater!" weerde Cis de opdringerige kameraden af. In zijn roman Het verboden bacchanaal (1969) spreekt Simon Vestdijk over Dat lulletje rozenwater, met zijn snoepje van een vrouwtje en zijn twee allerliefste rose kindertjes.
De term lulletje rozenwater wordt nog steeds gebruikt als aanduiding voor iemand die zijn mannetje niet staat.
Het Nederlandse Sinterklaasjournaal bracht in 2011 een gefingeerde ambtenaar in beeld, genaamd L. Rozenwater, die een gefingeerde burgemeester van het al even gefingeerde plaatsje Averecht op onbeholpen wijze assisteerde.